# Prix Nobel
Le prix Nobel (en suédois : Nobelpriset) est une récompense de portée internationale. Remis pour la première fois en 1901, les prix sont décernés chaque année à des personnes « ayant apporté le plus grand bénéfice à l'humanité », par leurs inventions, découvertes et améliorations dans différents domaines de la connaissance, par l'œuvre littéraire la plus impressionnante, ou par leur travail en faveur de la paix, suivant ainsi les derniers vœux d'Alfred Nobel, inventeur de la dynamite.
Au XXIe siècle, les prix sont décernés pendant tout le mois d’octobre de chaque année. La cérémonie de remise des prix a lieu le 10 décembre, jour de l'anniversaire de la mort d'Alfred Nobel.

## Testament d'Alfred Nobel

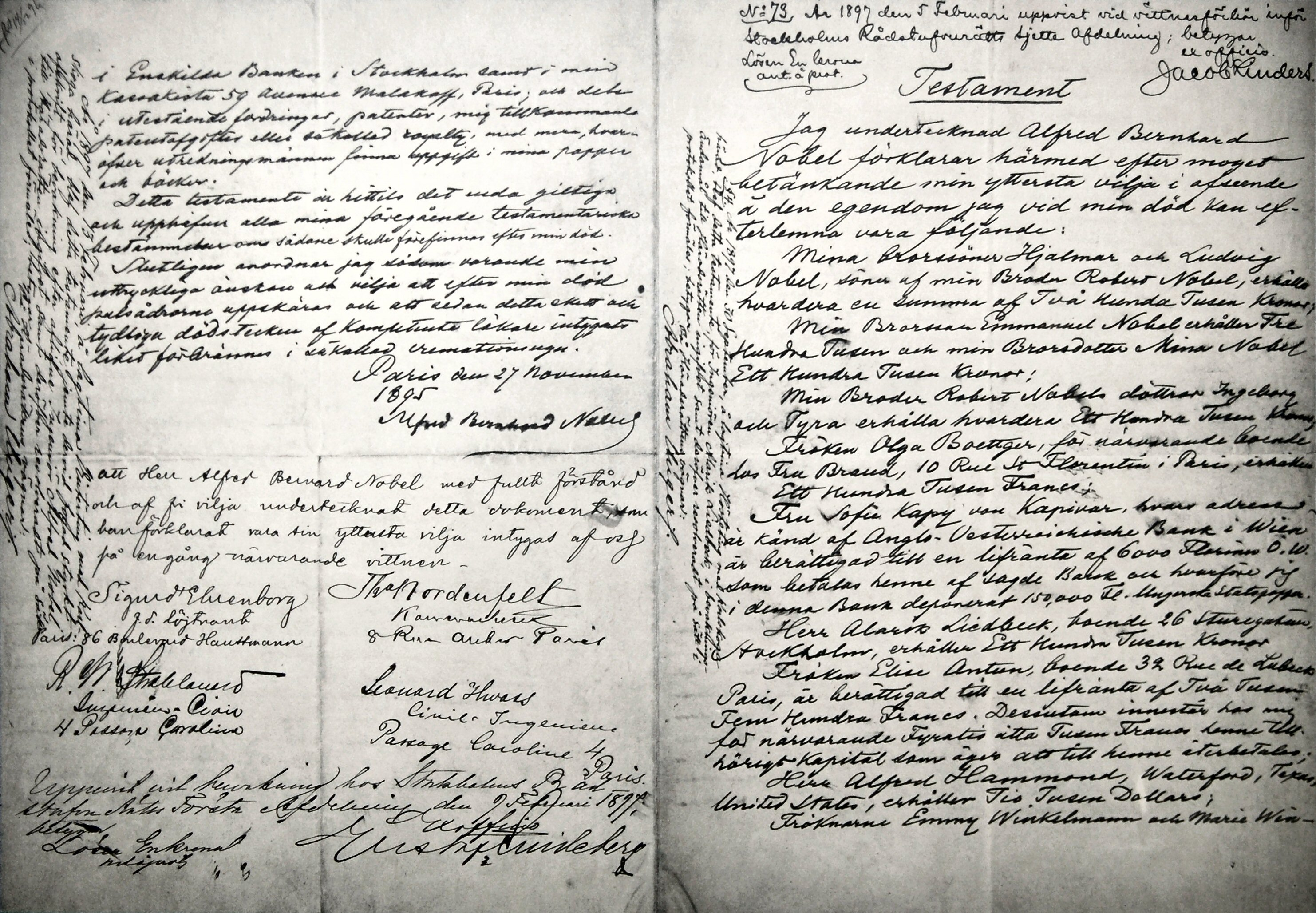
Page autographe du testament d'Alfred Nobel établi le 27 novembre 1895.

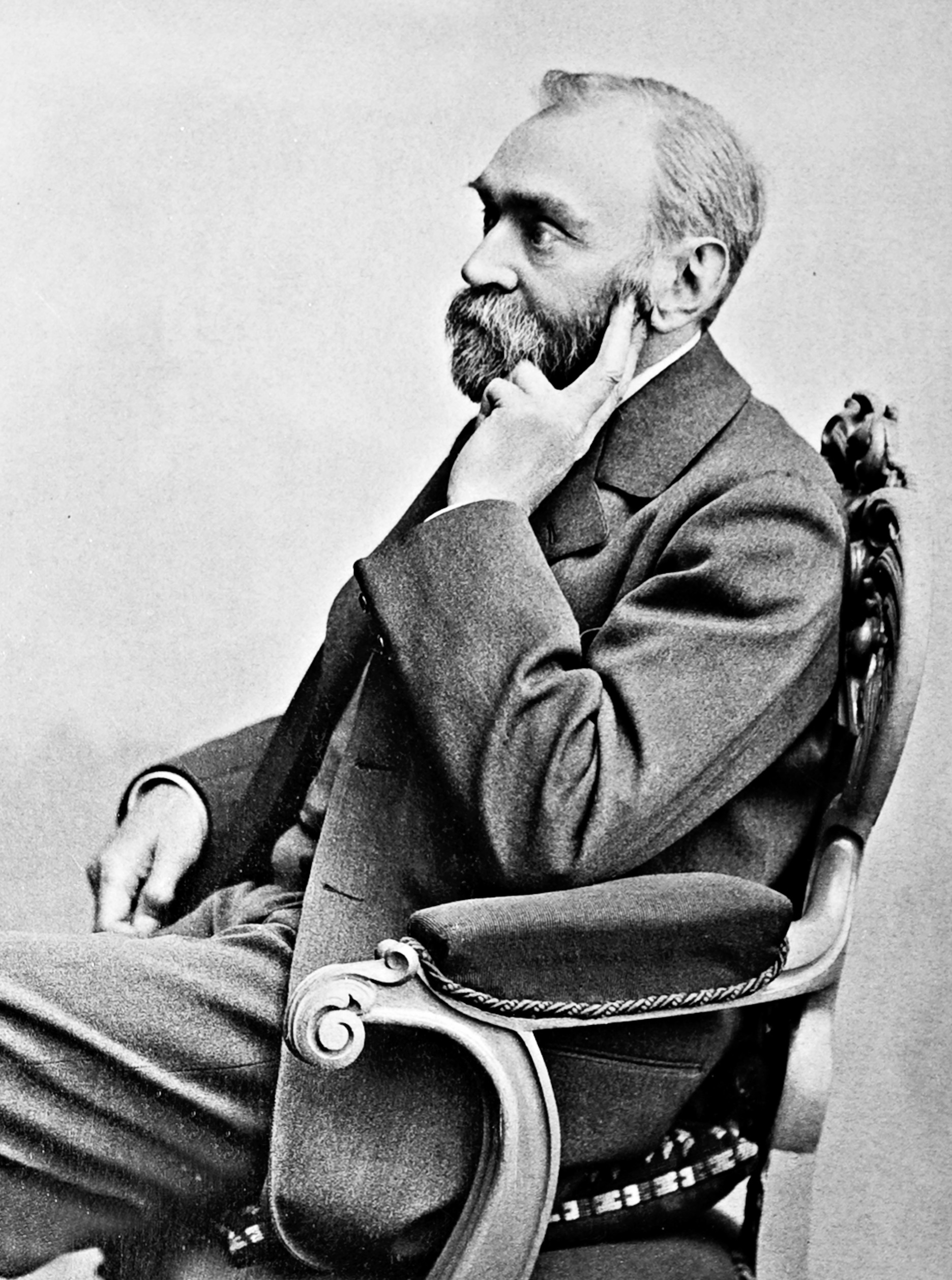
Alfred Nobel (1833-1896).

À sa mort, le Suédois Alfred Nobel laisse un héritage de 31,5 millions de couronnes suédoises de l'époque, ce qui est estimé à 1,7 milliard de couronnes suédoises de 2013 (179 millions d'euros). Cette fortune vient de son invention : la dynamite. Dans son dernier testament, rédigé le 27 novembre 1895 — au Cercle suédois et norvégien de Paris, 242, rue de Rivoli, dans des locaux où son bureau est toujours conservé — Alfred Nobel demande que soit créée une institution qui se chargera de récompenser chaque année des personnes qui auront rendu de grands services à l'humanité, permettant une amélioration ou un progrès considérable dans le domaine des savoirs et de la culture dans cinq disciplines différentes : paix ou diplomatie, littérature, chimie, physiologie ou médecine et physique.
Le testament précise que la nationalité des savants primés ne doit jouer aucun rôle dans l'attribution du prix. La fondation Nobel voit le jour le 29 juin 1900. C'est elle qui gère l'exécution des dernières volontés du testateur, contrôle le respect des règles dans la désignation des lauréats et vérifie le bon déroulement de leur élection. Elle est également chargée, par la voie d'un comité propre à chaque branche et selon les propositions de personnalités éminentes dans les cinq domaines, d'établir des listes préalables de nominations communiquées aux différentes instances qui attribuent le prix.
La première cérémonie pour attribuer le prix Nobel eut lieu cinq ans après la mort de son fondateur, à Stockholm, dans l'ancienne Académie royale suédoise de musique, le 10 décembre 1901. À partir de 1902, les prix furent remis des mains du roi de Suède, le 10 décembre de chaque année, hormis le prix Nobel de la paix qui est remis par le roi de Norvège car, jusqu'en 1905, la Suède et la Norvège avaient le même souverain ; c'est à compter de la séparation de ces deux nations en 1905 que cette répartition des prix Nobel entre les deux pays fut arrêtée.

## Prix

### Montant
Le montant du prix et l'organisation sont financés par les revenus provenant du legs d'Alfred Nobel, mort sans enfant, ce patrimoine étant placé en actions « de père de famille ».
Les lauréats de chaque prix Nobel se partagent un montant de 11 millions de couronnes suédoises (environ 975 000 euros), dont ils disposent librement, mais qui leur permet surtout de continuer leurs recherches ou travaux sans subir de pressions financières.
Le montant de la récompense a été diminué en 2012 par la fondation Nobel, afin de garantir la pérennité financière du prix. L'évolution du montant de la récompense financière est la suivante :
- 1901 : 150 782 couronnes suédoises ;
- 1994 : 7 millions de couronnes ;
- 2000 : 9 millions de couronnes ;
- 2001 : 10 millions de couronnes ;
- 2012 : 8 millions de couronnes (environ 710 000 euros en 2023).
- ?-2022[4] : 10 millions de couronnes
- 2023-2024 : 11 millions de couronnes[4],[5]

### Modalités

#### Disciplines récompensées
Les prix Nobel sont attribués depuis 1901 dans les domaines suivants :
- physique, décerné par l'Académie royale des sciences de Suède ;
- chimie, décerné par l'Académie royale des sciences de Suède ;
- physiologie ou médecine, décerné par l'Institut Karolinska ;
- littérature, décerné par l'Académie suédoise ;
- paix, décerné par un comité nommé par le Parlement norvégien (Storting).

En 1968, avec l'accord de la fondation Nobel, la Banque de Suède a institué un prix en économie, le prix de la Banque de Suède en sciences économiques en mémoire d'Alfred Nobel, communément appelé « prix Nobel d'économie » bien que n'étant pas formellement un prix Nobel. Il est financé par la banque centrale de Suède, et il est décerné chaque année par l'Académie royale des sciences de Suède, comme les prix de physique et chimie. En 2007, il a été attribué à Leonid Hurwicz, âgé de 90 ans, qui devint ainsi le plus vieux lauréat, jusqu'à 2019, où il est supplanté par John Goodenough, Nobel de chimie âgé de 97 ans.
Depuis 1968, il a été décidé de ne plus ajouter de nouvelle catégorie de prix, bien qu'ait été suggérée la création d'un prix consacré à l'écologie et à l'environnement.

#### Disciplines absentes notables

##### Mathématiques
Les mathématiques ne sont pas récompensées par un prix Nobel. Leur absence est source de discussion, car Alfred Nobel ne s'en est jamais expliqué.
Outre l'explication par l'influence de la conception utilitaire et pratique des découvertes qui prédominait à l'époque de Nobel — conception exclusive de la recherche fondamentale, donc des mathématiques —, une rumeur a prétendu qu'Alfred Nobel a refusé de rendre honneur aux mathématiques pour empêcher que le prix ne revienne un jour à Gösta Mittag-Leffler, un mathématicien suédois qui lui aurait volé le cœur de sa femme, Sophie Hess. En 1985, Lars Gårding et Lars Hörmander ont montré que cette histoire était dénuée de fondement. Tout d'abord, Nobel n'a jamais été marié : Sophie Hess était sa maîtresse, une Viennoise âgée de 20 ans qu'il avait rencontrée alors que lui-même en avait 42, en 1876. Enfin, il est peu probable que Nobel et Mittag-Leffler se soient réellement connus, Nobel ayant quitté la Suède en 1865[réf. nécessaire] — donc onze ans avant sa rencontre avec Sophie Hess — alors que Mittag-Leffler était encore étudiant. En outre, le séjour à Paris — où Nobel a résidé de 1873 à 1891 — de Mittag-Leffler en 1873 est antérieur à la rencontre de Nobel et Hess.
La médaille Fields, décernée depuis 1936, est parfois présentée comme l'équivalent — pour le prestige et la reconnaissance — du prix Nobel : néanmoins, le prix Nobel récompense une carrière aboutie alors que la médaille Fields est plutôt un encouragement à une carrière en cours, qui n'a pas atteint son terme. Elle est décernée tous les quatre ans à un maximum de quatre lauréats par l'Union mathématique internationale, et dotée de 15 000 dollars canadiens, soit 10 000 euros.
Le prix Abel, décerné depuis 2003, récompense une carrière mathématique aboutie, étant à ce titre sans doute plus proche du prix Nobel. Il est décerné une fois par an par l'Académie norvégienne des sciences et des lettres, et est doté de 6 millions de couronnes norvégiennes, soit 600 000 euros.

##### Informatique
Depuis 1966, le prix Turing récompense une contribution majeure et durable en informatique, et depuis 2014 il est doté d'un million de dollars de récompense, ce qui est supérieur à la dotation d'un Nobel.

##### Musique
Le prix Ernst-von-Siemens est considéré parfois comme l'équivalent du prix Nobel pour la musique, c'était en tout cas la volonté de son fondateur qui a également créé d'autres prix. Il récompense depuis 1974 un compositeur ou un interprète pour sa contribution majeure au monde de la musique. Il est décerné par l'Académie bavaroise des beaux-arts au nom de la Fondation de musique Ernst von Siemens, et sa dotation est de 250 000 euros.
Le Concours international Tchaïkovski est un des concours internationaux d'interprètes instrumentistes solistes les plus réputés. Créé en 1958 pour le piano et le violon, il récompense aussi le violoncelle depuis 1962, et les cuivres et instruments à vent depuis 2019. Sa dotation est de 30 000 $ par catégorie, auxquels s'ajoutent 100 000 $ pour le grand prix toutes catégories confondues.
D'autres concours comme le Concours Reine Elisabeth de Belgique (piano, violon, chant, violoncelle), créé en 1937, sont des institutions plus anciennes, et plus réputés pour ne pas prendre en compte la nationalité des artistes.

#### Transdisciplinarité
La biologie, qui au début du XXe siècle était pleinement associée à la physiologie ou à la médecine pour faire la distinction avec les sciences naturelles que sont la zoologie et la botanique qu'Alfred Nobel ne souhaitait pas récompenser explicitement, est le champ de recherche le plus concerné par la transdisciplinarité dans les attributions des prix depuis les années 1960 et tout particulièrement depuis les années 1990 avec le développement majeur de la biologie moléculaire et de la génétique. Ainsi, compte tenu du nombre de découvertes et travaux essentiels dans ces domaines, ceux-ci ont été très souvent récompensés par le prix Nobel de chimie. Pour ce qui concerne les trente dernières années, ce fut le cas pour les prix de 1980 et 1989 puis de 1993 et 1997, mais surtout 2003, 2004, 2006, 2008 et 2009, soit 50 % des prix de la décennie 2000. Les chimistes non organiques en viennent à se plaindre d'être trop rarement récompensés[réf. nécessaire].

##### Géologie
Le prix Crafoord, créé en 1980 et administré par l'Académie royale des sciences de Suède, a pour objectif de récompenser et de promouvoir la recherche dans les disciplines scientifiques qui ne sont pas éligibles au prix Nobel. Ces domaines sont essentiellement, en alternance, les mathématiques et l'astronomie, la biologie et la géologie, cette dernière étant étendue aux géosciences depuis 2011.

### Règles d'attribution

#### Règles générales
Le prix Nobel a quelques contraintes concernant son attribution, mais est globalement assez souple. Dans chaque discipline, les nominations sont issues des propositions d'académies ou instituts de Suède (le comité norvégien pour le Nobel de la paix) et de figures d'autorité internationales. Les propositions sont élaguées en début d'année par un comité spécial, composé de cinq académiciens élus pour trois ans. Avant l'été, les académies fixent une liste finale de cinq noms (ou groupe de noms). Le lauréat est élu en clôture des débats, tout début octobre. Les quatre recalés sont réinscrits d'office pour les sélections de l'année suivante. L'identité du ou des récipiendaires est révélée, discipline par discipline tout au long de la première semaine ouverte d'octobre, lors de conférences de presse journalières.
Le prix ne peut pas être remis en principe à titre posthume depuis 1974. Auparavant, le prix Nobel de littérature fut ainsi attribué en 1931 à l'ancien secrétaire perpétuel de l'Académie suédoise Erik Axel Karlfeldt, décédé six mois avant l'annonce officielle du lauréat et celui de la paix, en 1961, fut également décerné à Dag Hammarskjöld, secrétaire général des Nations unies, mort moins d'un mois avant le vote final. Toutefois, l'interdiction du prix posthume connaît une exception : l'intervention de la mort du nommé, en effet le prix Nobel n'est pas annulé quand le récipiendaire meurt avant de le recevoir. Le Prix Nobel de médecine est co-décerné en 2011 au canadien Ralph Steinman, mort trois jours avant sa nomination à l'insu du jury. S'il n'est pas attribué une année, il pourra l'être l'année suivante en même temps que celui de l'année en cours[réf. souhaitée]. Le prix Nobel, comme le prix Abel, n'a pas de contrainte liée à l'âge des personnes auxquelles il est remis, contrairement par exemple à la médaille Fields. Enfin, le prix ne peut être co-décerné à plus de trois lauréats. Toutefois, pour le prix Nobel de la paix, l'absence de remise collective est palliée par la possibilité de l'attribuer à une institution (par exemple, le prix Nobel de la paix a été co-décerné à quatre reprises, au cours de la décennie 2000, à une personne morale et à une institution).
Les nominations et le contenu des délibérations sont gardés secrets durant 50 ans.

#### Le «quatrième homme»
La règle de trois lauréats au maximum pour un même prix a conduit à des cas où un membre clé de l'équipe ayant réalisé les travaux récompensés ne reçoit pas le prix. D'où l'expression de « quatrième homme » pour désigner quelqu'un qui n'a pas été récompensé alors qu'il a joué un rôle important pour des travaux primés. Les exemples les plus cités sont pourtant des cas dans lesquels il n'y a même pas eu trois lauréats cette année-là. Lise Meitner, non récompensée alors qu'Otto Hahn reçut (seul) le prix Nobel de chimie 1944, et Jocelyn Bell, non récompensée alors que son directeur de thèse Antony Hewish le fut (prix décerné à deux personnes).
Le cas de Rosalind Franklin est également célèbre : Watson, Crick et Wilkins reçurent en 1962 le prix Nobel pour la découverte de la structure de l'ADN, découverte qui a été grandement permise par ses travaux expérimentaux. On avance souvent que, décédée en 1958, Franklin n'aurait pu recevoir le prix à titre posthume, mais l'interdiction du prix posthume ne fut décidée qu'en 1974.
Le cas de Jean-Claude Chermann a provoqué un émoi assez important dans la presse française, se traduisant même par des appels à modifier la règle sur le nombre maximum de lauréats (cette année-là, en 2008, ses collègues de recherches furent primés et lui non, la limite de trois personnes ayant effectivement été atteinte).
Lors de l'attribution du prix Nobel de chimie pour la découverte de la synthèse asymétrique (décerné à William Knowles, K. Barry Sharpless et Ryōji Noyori), la non-attribution du prix à Henri Kagan a donné lieu à des articles dans les journaux quotidiens et même donné lieu à une polémique impliquant le ministre de la Recherche français de l'époque, Roger-Gérard Schwartzenberg.

## Lauréats
Par nationalité :
- Liste des Américains lauréats du prix Nobel
- Liste des Belges lauréats du prix Nobel
- Liste des Canadiens lauréats du prix Nobel
- Liste des Espagnols lauréats du prix Nobel
- Liste des Français lauréats du prix Nobel
- Liste des Italiens lauréats du prix Nobel
- Liste des Irlandais lauréats du prix Nobel
- Liste des Israéliens lauréats du prix Nobel
- Liste des Russes lauréats du prix Nobel
- Liste des Suédois lauréats du prix Nobel
- Liste des Suisses lauréats du prix Nobel

Par genre ou sexe :
- Liste des lauréats du prix Nobel
- Liste des lauréates du prix Nobel

Autres :
- Liste des lauréats du prix Nobel par université

Statistiques (décembre 2022)
- Nombre total de lauréats : 981
  - Femmes lauréates : 60
  - Hommes lauréats : 894
  - Organisations : 27
- Âge des lauréats au moment de leur nomination
  - La plus jeune : Malala Yousafzai, âgée de 17 ans lorsqu'elle reçoit le prix Nobel de la paix en 2014 avec l'Indien Kailash Satyarthi.

Lauréats ayant reçu plusieurs fois le prix Nobel
- À trois reprises
  - Comité international de la Croix-Rouge, prix Nobel de la paix 1917, 1944 et 1963
- À deux reprises
  - John Bardeen, prix Nobel de physique 1956 et 1972
  - Marie Curie, prix Nobel de physique 1903 et prix Nobel de chimie 1911
  - Linus Pauling, prix Nobel de chimie 1954 et prix Nobel de la paix 1962
  - Frederick Sanger, prix Nobel de chimie 1958 et 1980
  - K. Barry Sharpless, prix Nobel de chimie 2001 et 2022
  - Haut Commissariat des Nations unies pour les réfugiés, prix Nobel de la paix 1954 et 1981

Familles ayant reçu plusieurs prix Nobel
- Couples
  - Pierre Curie et Marie Curie, prix Nobel de physique 1903 (ensemble)
  - Irène Joliot-Curie et Frédéric Joliot, prix Nobel de chimie 1935 (ensemble)
  - Carl Ferdinand Cori et Gerty Theresa Cori, prix Nobel de physiologie ou médecine 1947 (ensemble)
  - May-Britt Moser et Edvard Moser, prix Nobel de physiologie ou médecine 2014 (ensemble)
  - Esther Duflo et Abhijit Banerjee, « prix Nobel d'économie », 2019 (ensemble)
- Mère et fille
  - Marie Curie, prix Nobel de physique 1903 et de chimie 1911 et Irène Joliot-Curie prix Nobel de chimie 1935
- Père et fille
  - Pierre Curie, prix Nobel de physique 1903 et Irène Joliot-Curie prix Nobel de chimie 1935
- Père et fils
  - Joseph John Thomson, prix Nobel de physique en 1906 et George Paget Thomson, prix Nobel de physique en 1937
  - William Henry Bragg et William Lawrence Bragg, prix Nobel de physique en 1915 (ensemble)
  - Niels Bohr, prix Nobel de physique en 1922 et Aage Niels Bohr, prix Nobel de physique en 1975
  - Karl Manne Georg Siegbahn, prix Nobel de physique 1924 et Kai Siegbahn, prix Nobel de physique 1981
  - Hans von Euler-Chelpin, prix Nobel de chimie 1929 et Ulf Svante von Euler, prix Nobel de physiologie ou médecine 1970
  - Arthur Kornberg, prix Nobel de physiologie ou médecine 1959 et Roger Kornberg, prix Nobel de chimie 2006
  - Sune Bergström, prix Nobel de physiologie ou médecine 1982 et Svante Pääbo, prix Nobel de physiologie ou médecine 2022
- Oncle et neveu
  - Chandrashekhara Venkata Râman, prix Nobel de physique en 1930 et Subrahmanyan Chandrasekhar, prix Nobel de physique en 1983

Familles ayant reçu à la fois un prix Nobel et le prix de la Banque de Suède en sciences économiques en mémoire d'Alfred Nobel
- Couples
  - Gunnar Myrdal, prix de la Banque de Suède en sciences économiques en mémoire d'Alfred Nobel 1974 et Alva Myrdal, prix Nobel de la paix 1982

## Refus
Les refus du prix Nobel sont exceptionnels. Le premier refus de plein gré est celui de Jean-Paul Sartre, opposé à toute distinction décernée à une personne vivante.
À la question : « Peut-on refuser le prix Nobel pour échapper à la médiatisation ? », la réponse est clairement non : Paul Dirac, ayant soumis l'idée à ses proches, s'est vu répondre que la médiatisation d'un refus serait beaucoup plus importante encore.

### Refus volontaires
Deux lauréats déclinèrent personnellement le prix Nobel :
- Jean-Paul Sartre déclina le prix Nobel de littérature 1964 ;
- Lê Đức Thọ déclina le prix Nobel de la paix en 1973.

### Refus sous contrainte
Adolf Hitler contraignit trois lauréats allemands à refuser ce prix, mais ils en prirent possession après la Seconde Guerre mondiale :
- Richard Kuhn, prix Nobel de chimie 1938 ;
- Adolf Butenandt, prix Nobel de chimie 1939 ;
- Gerhard Domagk, prix Nobel de physiologie ou médecine 1939.

Le gouvernement soviétique contraignit Boris Pasternak à décliner le prix Nobel de littérature 1958.

## Aspects sociologiques

### L'«effet prix Nobel»
Un récipiendaire du prix Nobel devient instantanément une « star » médiatique bien au-delà de son champ disciplinaire, et jouit d'un prestige qui a peu d'égaux chez les chercheurs et universitaires, d'autant que ce prestige touche largement le grand public. Un tel événement a donc de quoi faire basculer toute une vie, pour le meilleur comme pour le pire : c'est, dans le dernier cas, ce qu'on appelle l'« effet prix Nobel ».
L'effet prix Nobel touche notamment la perception qu'a le public du lauréat, amplifié par l'exposition mondiale dont il bénéficie. Ainsi, un lauréat du prix Nobel sera facilement considéré comme un « génie », doté de capacités intellectuelles hors du commun qui lui donneraient autorité sur tout sujet en dehors du domaine dans lequel il a gagné le prix. Le lauréat du prix Nobel Klaus von Klitzing a décrit cet effet comme un fardeau personnel, car les autres ont tendance à croire que la compétence d'un lauréat du prix Nobel s'étend à tous les domaines. En même temps, il y reconnaît aussi quelques avantages, car les personnes en position d'autorité prêteront plus attention aux opinions des lauréats du prix Nobel. Comme l'a décrit le physicien Hubert Curien dans une conférence du Conseil de recherche sur l'environnement naturel :

« Si quelqu'un remporte le prix Nobel, il est immédiatement bousculé par toutes sortes de personnes qui lui posent toutes sortes de questions sur toutes sortes de sujets dont il ne sait rien. Il est très difficile de résister à la tentation de répondre – de donner n'importe quelle vieille réponse sur des sujets dont on ne sait rien. Nous avons vu des collègues qui ont remporté un prix Nobel dire des bêtises sur telle ou telle question politique, sur laquelle ils n'ont vraiment aucune connaissance. »

— Hubert Curien, 1992
Ainsi, plusieurs lauréats du prix, devenus des personnages médiatiques, ont pu se servir de leur aura scientifique pour prendre des positions politiques sans aucun rapport avec leurs recherches, ou tenir des propos tendancieux sur des thèmes sur lesquels ils ne sont pas compétents. Par exemple, certains prix Nobels américains (notamment des chrétiens évangéliques) ont ouvertement fait la promotion du créationnisme (comme John Eccles [Médecine, 1963], Brian Josephson [Physique, 1973], Abdus Salam [Physique, 1979], ou encore Richard Smalley [Chimie, 1993]), et en France le professeur Luc Montagnier (Médecine, 2008) s'est illustré après sa retraite pour ses nombreuses déclarations controversées sur des champs parascientifiques souvent bien éloignés de son domaine de compétence, comme la téléportation de l'ADN et la mémoire de l'eau (support de la théorie de l'homéopathie), et a également tenu des propos controversés sur les vaccins et le coronavirus SARS-CoV-2.

### Vieillissement des lauréats
En 2014, une étude rétrospective et prospective des prix Nobel scientifiques s'inquiète de l'accroissement du délai entre les découvertes et leur récompense par un prix Nobel, et corrélativement de celui de l'âge des lauréats. Avant 1940, environ 11 % des prix de physique, 15 % des prix de chimie et 24 % des prix de physiologie ou de médecine étaient décernés après un délai de plus de 20 ans ; après 1985, ces pourcentages sont montés à 60, 52 et 49 %. L'étude montre plus précisément que le délai moyen entre les découvertes et leur récompense a évolué continûment, et de façon approximativement exponentielle. Assez logiquement, il en est de même de l'âge moyen des lauréats, par exemple de 41 à 62 ans pour les prix de physique entre 1900 et 2014. L'extrapolation des courbes prédit que vers la fin du XXIe siècle, la plupart des lauréats potentiels seront morts avant d'avoir pu recevoir leur prix.

## Comparaisons
La comparaison aux prix Nobel est régulièrement utilisée pour souligner l'importance d'autres prix, par exemple les surnoms suivants :
- « prix Nobel alternatif » : Right Livelihood Award ;
- « prix Nobel d'architecture » : prix Pritzker ;
- « prix Nobel de l'eau » : prix de l'eau de Stockholm ;
- « prix Nobel d'économie » : prix de la Banque de Suède en sciences économiques en mémoire d'Alfred Nobel ;
- « prix Nobel d'environnement » : prix Goldman pour l'environnement ;
- « prix Nobel de géographie » : prix Vautrin-Lud ;
- « prix Nobel d'informatique » : prix Turing ;
- « prix Nobel de mathématiques » : médaille Fields et prix Abel ;
- « prix Nobel de philosophie » : prix de Kyoto ;
- « prix Nobel des sciences humaines » : prix Holberg ;
- « prix Nobel de sciences politiques » : prix Johan-Skytte ;
- « prix Nobel des sciences de la Terre et de l'Univers » : prix Vetlesen ;
- « prix Nobel des géosciences » : prix Crafoord[25] ;
- « prix Nobel alternatif [en mathématiques et en astronomie] » : prix Crafoord[26] ;